# Bateria de fluxo
A Bateria de Fluxo é um tipo de bateria recarregável onde a habilidade de carga é gerada por dois componentes químicos dissolvidos em soluções líquidas e separados por uma membrana. A Troca Iônica(gerando um fluxo de corrente elétrica) ocorre através da membrana enquanto ambos os líquidos circulam em seus respectivos compartimentos.O Potencial Elétrico(Voltagem da Célula) é quimicamente determinada pela Equação de Nernst e a capacidade em aplicações praticas está entre 1.0 e 2.2 Volts.
A Bateria de Fluxo é categorizada em duas classes, como Célula de Combustível e também uma Célula Eletroquimica/Celula Acumuladora Eletroquímica (Reversibilidade Eletroquímica). Muito embora ela tenha vantagens técnicas como líquidos separados em tanques distintos e uma longevidade praticamente infinita entretanto as atuais implementações são comparativamente menos eficientes e requerem sofisticados controles eletrônicos.

## Princípios de construção
A Bateria de Fluxo é uma célula de combustível recarregável na qual o eletrólito contém um ou mais elementos eletro-ativos dissolvidos fluindo através de uma célula eletroquímica que reversivelmente converte energia química diretamente em eletricidade (elementos eletroativos são "elementos na solução que tomam parte da reação no eletrodo ou que podem ser absolvidos pelo eletrodo" ). Os eletrólitos adicionais são armazenados externamente, geralmente em tanques e são normalmente bombeados através da célula(ou células), embora versões de alimentação por gravidade tambem sejam conhecidas.
Em outras palavras, uma bateria de fluxo é similar a uma  célula eletroquímica, com a exceção de que a solução iônica (eletrólito) não é armazenada ao redor dos eletrodos e ao invés disto fica armazenada externamente alimentando a célula para gerar eletricidade. O total de quantidade de eletricidade que pode ser gerada depende do tamanho dos tanques de armazenagem. Um beneficio deste conceito é que as celulas podem ser recarregadas simplesmente abastecendo o conteúdo dos tanques como num veículo a gasolina.

## Tipos de baterias de fluxo
Diferentes tipos de células de fluxo (baterias) tem sido desenvolvidas, incluindo redox, hibridas e sem membranas.

## Comparação Energética de Componentes Químicos usados em Baterias
Source↑ 
| Componentes                     | Max Voltagem da Celula (V) | Media da capacidade do eletrodo (W/m2) | Media da densidade de energia (W·h/kg) |
| ------------------------------- | -------------------------- | -------------------------------------- | -------------------------------------- |
| Brometo-hidrogenio              |                            | 7,950                                  |                                        |
| Ferro-Estanho                   | 0.62                       | <200                                   |                                        |
| Ferro-titânio                   | 0.43                       | <200                                   |                                        |
| Ferro-cromo                     | 1.07                       | <200                                   |                                        |
| Vanadio-vanadio (sulfato)       | 1.4                        | ~800                                   | 25                                     |
| Vanadio-vanadio (brometo)       |                            |                                        | 50                                     |
| Sodio/Polisulfeto de bromo      | 1.54                       | ~800                                   |                                        |
| Zinco-brometo                   | 1.85                       | ~1,000                                 | 75                                     |
| Chumbo-acido (metano-sulfonado) | 1.82                       | ~1,000                                 |                                        |

## Vantagens e Desvantagens
As baterias de fluxo apresentam rápido tempo de resposta, longa vida útil, não emitem poluentes perigosos e toleram sobrecargas. No entanto, possuem desvantagens em relação às baterias convencionais, pois requerem bombas, sensores, unidades de controle e ainda têm uma densidade de energia inferior em comparação com baterias como as de íon-lítio.

## Aplicações
Baterias de Fluxo são normalmente utilizadas para aplicações estacionarias devido serem relativamente grandes, entretanto recentemente existem implementações veiculares.